# Ángel, la diva y yo
Ángel, la diva y yo es una película argentina filmada en colores dirigida por Pablo Nisenson sobre su propio guion escrito en colaboración con José Pablo Feinmann que se estrenó el 21 de septiembre de 2000 y que tuvo como actores principales a Boy Olmi, Esther Goris, Pepe Soriano y Florencia Peña.

## Sinopsis
Hacia el fin del segundo milenio, al tomar contacto con el material de un director olvidado un documentalista encuentra un sentido a su vida.

## Reparto
- Boy Olmi …Julián Armendáriz
- Esther Goris …La Diva
- Pepe Soriano …Ángel Ferreyros
- Florencia Peña …Ana
- Ricardo Sendra …Miguel
- Patricia Hart …Santa
- Márgara Alonso …Tatara
- Gogó Andreu …Dueño del hotel
- José María Gutiérrez …Capitán
- Marcos Zucker …Pereyra
- Tincho Zabala …Dueño anticuario
- Max Berliner …Merayo
- Alberto Busaid …Funes
- Horacio Ferrer …Poeta
- Miguel Fontes …Payaso
- Celina Fux …Vecina
- Juan Carlos Gené …Actor de Ferreyros
- Augusto Larreta …Loco
- Miguel Padilla …Policía
- Andrés Turnes …Empresario
- Emilio Vieyra …Mendigo
- Osvaldo Bayer …Escritor
- José Pablo Feinmann …Filósofo
- Diana Ingro …Actriz famosa
- Salvador Sammaritano …Ensayista
- Claudio España …Crítico (escenas eliminadas)
- Jorge Román
- Ricardo Belén
- Jorge Prado
- Jesús Berenguer
- Francisco Corvalán
- Pino Solanas

## Comentarios
Eugenia Guevara en el sitio web cineismo escribió:

«Ángel, la diva y yo nos muestra otra vez las mismas obviedades, metáforas burdas, repetitivas alusiones al pasado reciente siempre con descompromiso, sin opinión. Y además, las infaltables imágenes folklórico-pintorescas de las Madres de Plaza de Mayo (retratadas for export, claro)…. La actuación de Olmi es triste, pero la de Esther Goris en su papel de Norma Desmond del subdesarrollo...roza lo lamentable. ¡Y Florencia Peña! En un momento intenta hurgar en su memoria, y dice: "Me acuerdo de Rosas y de la Mazorca, me acuerdo de mis viejos y de cómo se los llevaron..." Pregunto: ¿alguien puede creer que a Florencia Peña le llevaron algo? Ni el gato, le llevaron.»

Leonardo M. D’Expósito en El Amante del Cine escribió:

«Mal actuada, mal filmada, mal escrita.»

Diego Lerer en Clarín dijo:

«El film no deja de ser válido, honesto y respetable. Aunque fallido, sus defectos no son los del desdén sino los de una idea: la que adscribe a la noción de que el cine es un arte endeudado con la literatura.»

## Premios
En la edición de 1999 del Festival Internacional de Cine de Mar del Plata recibió los premios al Mejor Guion y a la Mejor Película Iberoamericana.